# 우산중학교
우산중학교(牛山中學校)는 대한민국 광주광역시 북구 오치동에 있는 공립 중학교이다.

## 학교 연혁
- 1984년 12월 4일 : 학교 설립인가
- 1985년 3월 1일 : 초대 정재엽 교장 취임
- 1985년 3월 8일 : 개교 및 신입생 입학식
- 1985년 9월 3일 : 신축 교사 이전
- 2022년 9월 1일 : 제14대 강순희 교장 취임
- 2024년 1월 8일 : 제37회 졸업식(졸업생 90명, 졸업생 누계 12,027명)
- 2024년 3월 4일 : 제40회 입학(4학급 88명)

## 참고 자료
- 우산중학교 - 한국교육학술정보원 학교알리미